# Beatles for Sale
Beatles for Sale је четврти албум Beatles. Објављен је 1964 године. Поред шест адаптација, албум је садржао и осам властитих песама.

## Песме
1. "No Reply" (Lennon-McCartney)
2. "I'm a Loser" (Lennon-McCartney)
3. "Baby's in Black" (Lennon-McCartney)
4. "Rock and Roll Music" (Berry)
5. "I'll Follow the Sun" (Lennon-McCartney)
6. "Mr. Moonlight" (Johnson)
7. Medley:
  - "Kansas City" (Lieber/Stoller)
  - "Hey, Hey, Hey, Hey" (Penniman)
8. "Eight Days a Week" (Lennon-McCartney)
9. "Words of Love" (Holly)
10. "Honey Don't" (Perkins)
11. "Every Little Thing" (Lennon-McCartney)
12. "I Don't Want to Spoil the Party" (Lennon-McCartney)
13. "What You're Doing" (Lennon-McCartney)
14. "Everybody's Trying to Be My Baby" (Perkins)

## Допринео је
- George Harrison
- John Lennon
- Paul McCartney
- Ringo Starr
- George Martin – клавир, произвођач
- Derek Taylor – дизајн поклопца
- Robert Freeman – насловна слика